# Formica saxicola
Formica saxicola é uma espécie de formiga do gênero Formica, pertencente à subfamília Formicinae.